# .hack//CELL
.hack//CELL est une série de romans japonais en 2 volumes de la série .hack, appartenant à l'univers de .hack//G.U., de Ryo Suzukaze sortie le 1er septembre 2006.